# Pyxicephalus edulis
A rã-touro-comestível (Pyxicephalus edulis), também conhecida como rã-touro-de-peters, é uma espécie de anfíbio anuro da família Pyxicephalidae. Os seus habitats naturais são: savanas áridas, savanas húmidas, campos de gramíneas de baixa altitude subtropicais ou tropicais sazonalmente úmidos ou inundados, pântanos, lagos de água doce intermitentes, marismas intermitentes de água doce, terras aráveis, pastagens, lagoas, canais, valas e sistemas cársticos antropogénicos. Está presente na alimentação humana. É também um animal de estimação exótico.

## Descrição

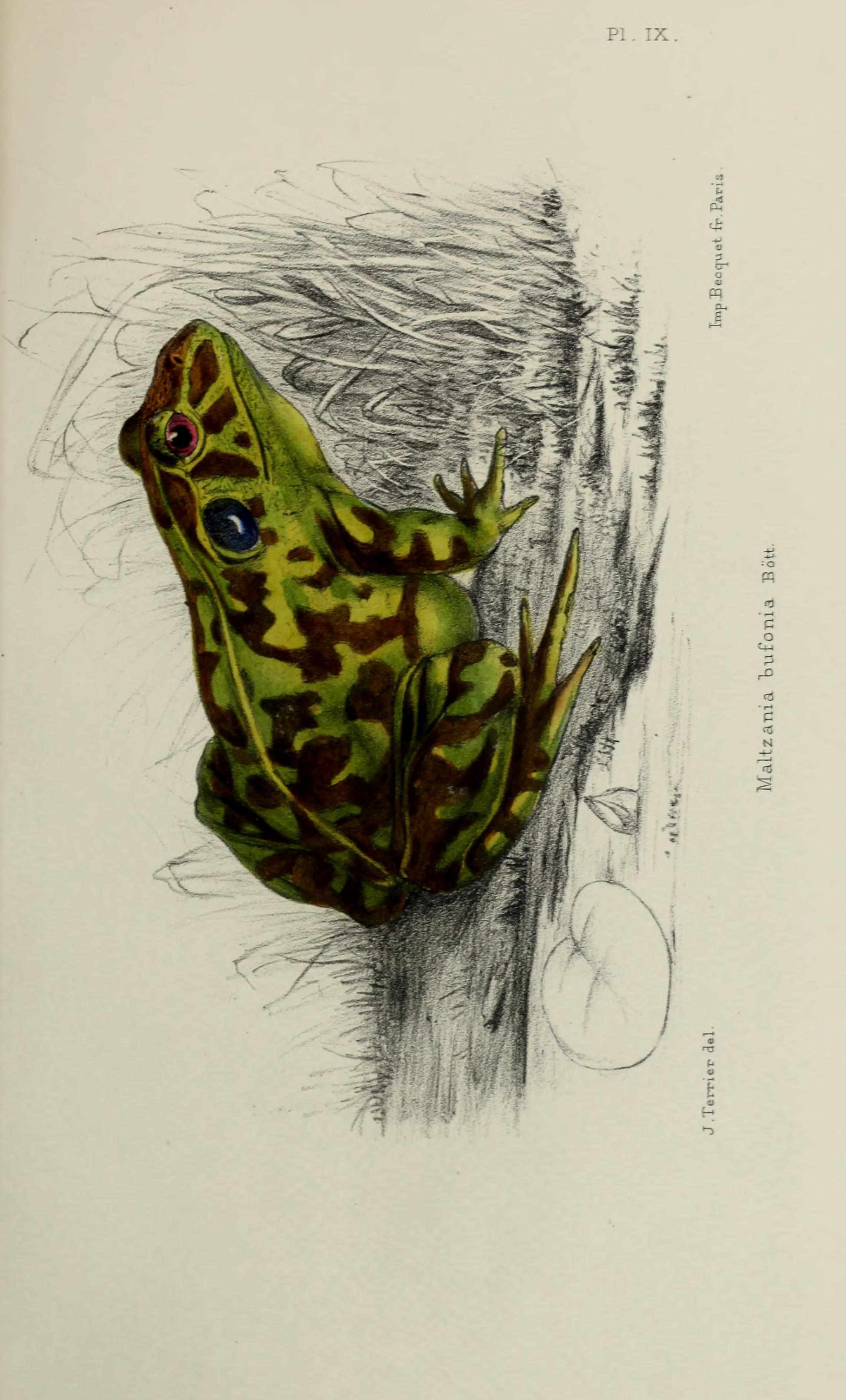
Ilustração de 1883 que representa um Pyxicephalus edulis adulto.

As rãs-touro-comestíveis do sexo masculino têm entre 8,3 e 12 cm de comprimento, enquanto as fêmeas, 8,5 a 11 cm. As fêmeas possuem a metade do volume e da massa corporal de machos. Há em sua boca duas estruturas ósseas odontoides usadas para segurar as presas. Indivíduos jovens são bastante robustos, enquanto adultos são achatados dorsoventralmente. Ao passo que crescem, seus olhos tornam-se mais centralizados e salientes. Espécimes maduros apresentam tímpano distinto, o qual é grande, oval e tem o mesmo tamanho do olho. Nas patas traseiras, ocorrem membranas interdigitais, ao contrário das patas anteriores.
As costas de adultos apresentam um verde-oliva relativamente uniforme, de modo que os machos tendem a ser mais esverdeados, enquanto as fêmeas são mais castanhas. Em indivíduos do sexo feminino eventualmente está presente um listra ao longo da coluna vertebral, o que é incomum em machos. Espécimes que acabaram de passar pelo último estágio da metamorfose costumam ter uma listra verde-clara brilhante ao longo do meio das costas, com manchas marrom-douradas e marcas pretas em sua pele verde-escura, além de lábios e extremidades com barras pretas. A região ventral é uniformemente branca ou creme. Porém, machos tem uma garganta amarelo-escura.

## Distribuição
P. edulis pode ser encontrada nos seguintes países: Botswana, Camarões, Gâmbia, Quénia, Malawi, Moçambique, Nigéria, Senegal, Somália, África do Sul, Suazilândia, Tanzânia, Zâmbia, Zimbabwe, e possivelmente Benin, Burkina Faso, República Centro-Africana, Chade, República Democrática do Congo, Costa do Marfim, Gana, Guiné, Mali, Namíbia, Sudão, Togo e Uganda.

## Comportamento

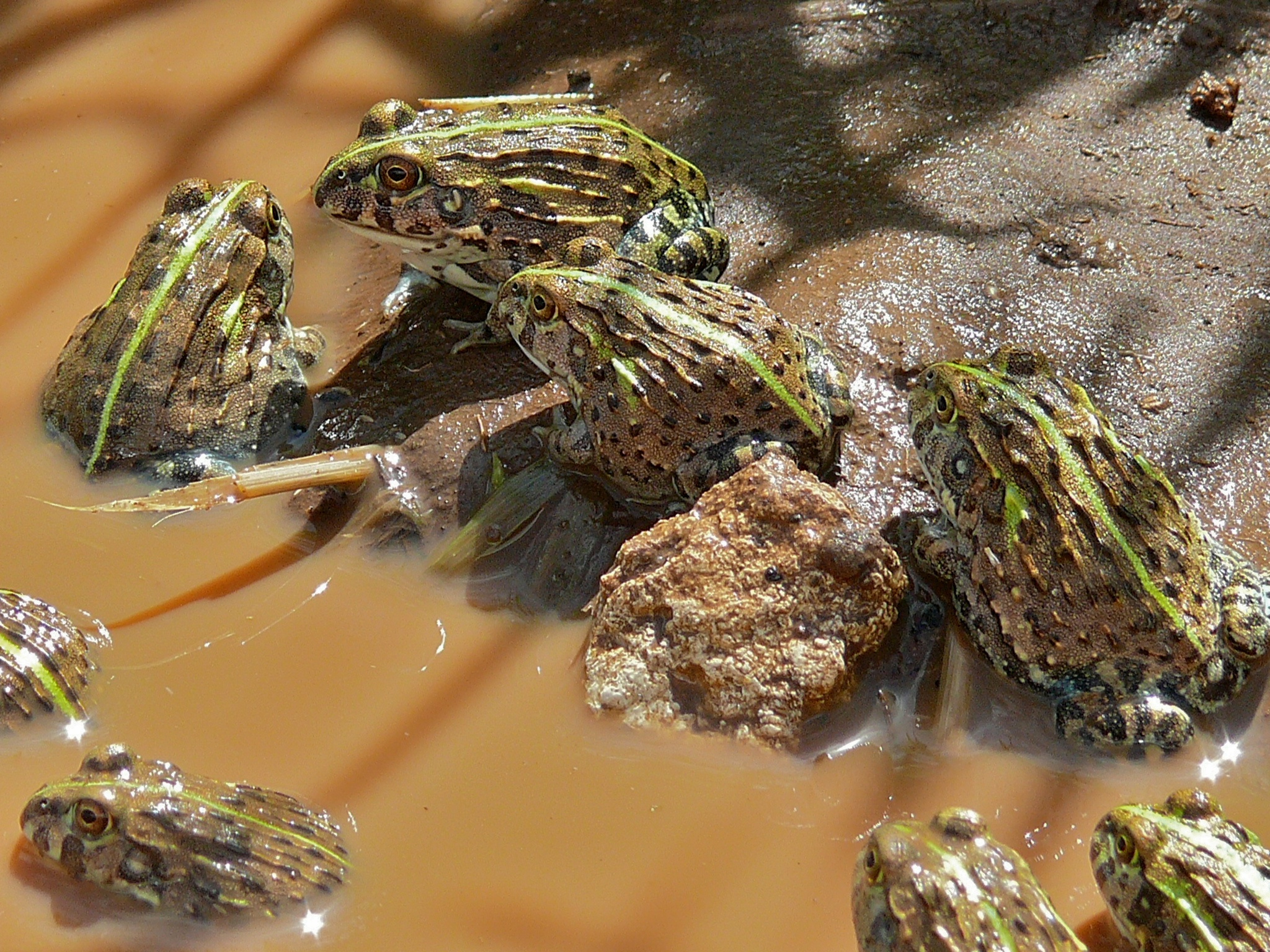
Grupo de indivíduos em lamaçal.

A rã-touro-comestível passa cerca de dez meses em estivação, soterrados, de modo a emergir somente em um período de fortes chuvas. Quando a temporada chuvosa termina, os machos aparecem em regiões alagadas, com menos de 20 cm de profundidade. O acasalamento ocorre aparentemente durante o dia, embora a atividade reprodutiva caía expressivamente ao meio-dia. Os indivíduos do sexo masculino formam pequenos grupos bastante territorialistas. Conflitos entre machos estranhos e membros do grupo costumam resultam em ferimentos graves ou até mesmo morte. Uma vez emparelhadas, as rãs não costumam brigar. Trocas de pares já foram registradas.
As reuniões de acasalamento atraem diversas aves predadoras, como o marabu, a garça-real-europeia, Milvus aegyptius e Ardea melanocephala. Alguns machos já foram vistos atacando tais aves, devido à sua aproximação. Os machos conferem proteção aos girinos, os quais concluem sua metamorfose. Se há grandes chances do corpo aquoso, em que se encontram os filhotes, secar, o pai usa suas patas para cavar um canal até um local mais seguro.
Todos os espécimes já pesquisados se alimentaram de coleópteros. No entanto, também são comumente integrantes da dieta: ortópteros, isópteros, diplópodes, himenópteros e aranhas. Vegetais também são ingeridos, porém acidentalmente, durante a captura da presa.

## Voz
A rã emite um som grave que dura de 0,11 a 0, 29 segundos, em intervalos irregulares.

## Conservação
Uma grande ameaça para as populações de rãs-touro-comestíveis é a coleta de rãs para consumo local. Pyxicephalus edulis às vezes também são encontrados no comércio internacional de animais de estimação, mas em níveis que são baixos o suficiente para não constituírem um grande risco para a espécie. Em algumas áreas, como no oeste da Tanzânia, a perda de habitat, a transformação de matas de miombo em zonas agrícolas costume prejudicar o êxito da população local da rã.

## Galeria

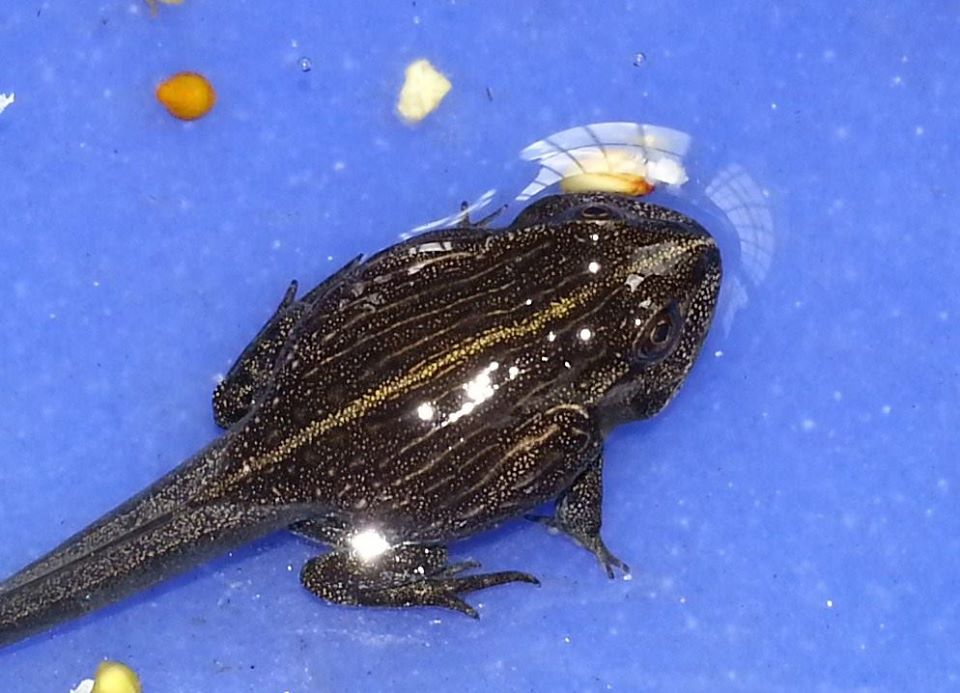
Espécime imaturo em etapa intermediária de sua metamorfose.
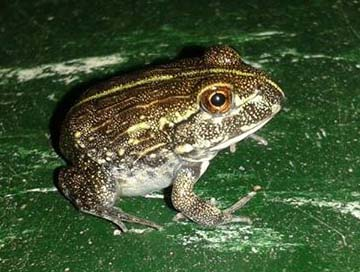
Indivíduo imaturo.
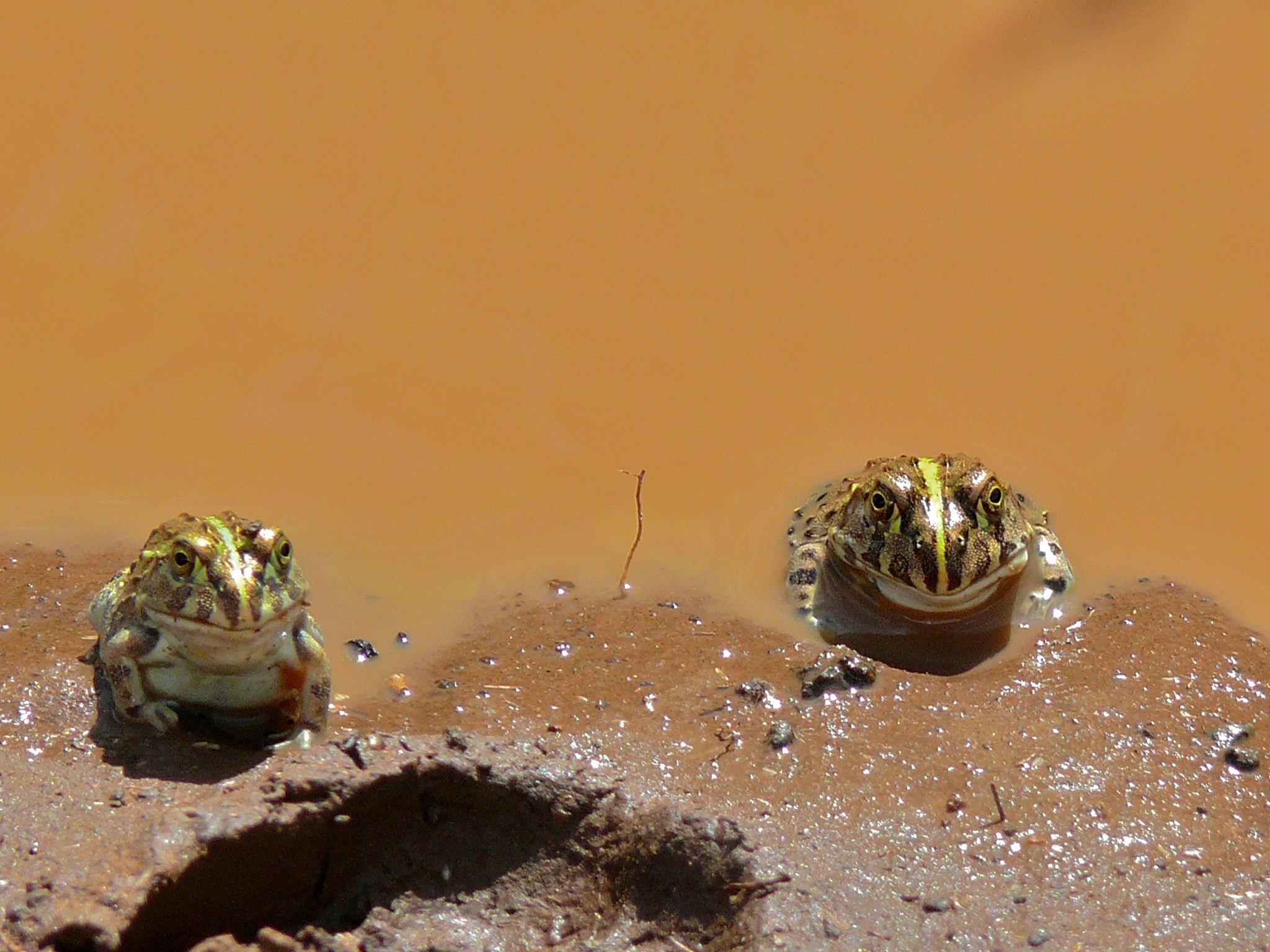
Dois espécimes juvenis em lamaçal.